# Bojkovice
Bojkovice är en stad i Tjeckien.   Den ligger i distriktet Okres Uherské Hradiště och regionen Zlín, i den östra delen av landet, 270 km öster om huvudstaden Prag. Bojkovice ligger 278 meter över havet och antalet invånare är 4 742.
Terrängen runt Bojkovice är kuperad söderut, men norrut är den platt. Bojkovice ligger nere i en dal. Runt Bojkovice är det ganska glesbefolkat, med 40 invånare per kvadratkilometer. Närmaste större samhälle är Uherský Brod, 12,3 km väster om Bojkovice. I omgivningarna runt Bojkovice växer i huvudsak blandskog.